# Olof Aschberg
Olof Aschberg (ur. 22 lipca 1877, zm. 21 kwietnia 1960) – szwedzki bankier i biznesmen żydowskiego pochodzenia. Sympatyk ruchów lewicowych, a od czasu rewolucji październikowej sympatyk bolszewików. Pomógł finansować rewolucję rosyjską, a w dowód wdzięczności rząd Rosji Radzieckiej pozwolił w 1920 roku Aschbergowi robić interesy z RSFRR. Aschberg został szefem Ruskombanku, pierwszego radzieckiego banku międzynarodowego.
W 1912 roku założył w Sztohkolmie pierwszy szwedzki bank dla związków zawodowych i spółdzielni Nya Banken. Gdy w 1918 roku operacje finansowe z Niemcami spowodowały kłopoty z aliantami; bank zmienił nazwę na Svensk Ekonomiebolaget. W 1917 roku w czasie Młodzieżowego Kongresu Socjalistycznego w Sztokholmie spotkał się z Willim Münzenbergiem. Po rewolucji październikowej i wojnie domowej gdy bolszewicy rozpoczęli odbudowę rosyjskiej gospodarki, Aschberg i Munzenberg pomagali finansowo rządowi radzieckiemu za pośrednictwem kominternowskiej organizacji Workers International Relief. Dzięki pośrednictwu Aschberga rząd Rosji mógł zakupić na zachodzie maszyny i towary.
W 1920 roku Aschberg wyprowadził się do Francji gdzie kupił Château du Bois du Rocher w Jouy-en-Josas. W czasie hiszpańskiej wojny domowej wspierał finansowo legalny rząd Frontu Ludowego oraz pomógł sfinansować tygodnik Die Zukunft („Przyszłość”). Środowisko Aschberga zwróciło uwagę Gestapo, które rozpoczęło infiltrację grupy. Po wybuchu II wojny światowej został internowany w obozie Vernet. Z powodu żydowskiego pochodzenia postanowił razem z rodziną uciec do Stanów Zjednoczonych gdzie wspierał Stowarzyszenie Wolnego Świata. Po wojnie powrócił do Szwecji. W 1946 zaczął publikować swoje wspomnienia w trzech tomach (En vandrande jude från Glasbruksgatan, Återkomsten i Gästboken) oraz namówił niemiecką komunistkę Margarete Buber-Neumann do napisania autobiografii Under Two Dictators: Prisoner of Stalin and Hitler.
Zebrał kolekcję 245 rosyjskich ikon które przekazał do szwedzkiego Muzeum Narodowego w 1933 roku. Kolekcja została uzupełniona w 1952 roku, obecnie stanowi największą kolekcję ikon poza Rosją.